# Валикале (территория)
Территория Валикале (фр. Walikale) — территория, расположенная в провинции Северное Киву, на востоке Демократической Республики Конго. Административным центром является город Валикале. Расположена между Букаву и Лубуту рядом с Национальной дорогой ДР Конго № 3 в долине реки Лова, в 135 км к западу от Гомы.
Валикале богата касситеритом, который перерабатывается в олово. По состоянию на 2008 год касситеритовые ресурсы Валикале в значительной степени контролировались полевыми командирами, наделенными полномочиями в результате продолжающегося конфликта в Киву. В частности, ренегатская 85-я бригада FARDC под командованием полковника Сами Матумо контролировала рудник в Биси.
FDLR продолжают свою деятельность на территории, и в мае 2009 года они напали на Бусурунги, граничащем с Южным Киву.

## История

### Демократические силы освобождения Руанды
Демократические силы освобождения Руанды (FDLR) изначально были военно-политическим движением, созданным в 2000 году повстанцами хуту, принимавшими участие в геноциде в Руанде. Во время первой конголезской войны руандийская армия начала демонтировать лагеря беженцев, созданные в 1994 году, в поисках бывших военнослужащих Руандийских вооруженных сил. Таким образом Армия освобождения Руанды была создана повстанцами хуту с целью свержения нового правительства Руанды.
Однако присутствие Армии освобождения Руанды в ДРК предполагалось временным, чтобы дать им время и защиту, чтобы создать армию и организовать государственный переворот.
Сегодня FDLR разделена на три основные группы под командованием полковника Мутимы, полковника Садики и полковника Омеги. Их численность оценивается от 3000 до 4500 повстанцев. Чтобы развить свое влияние и контроль над территорией, FDLR неоднократно предпринимали попытки установить союз с группировками май-май, такими как Кифуфуа, Симба или Цека, но на данный момент долгосрочный альянс не создан.
Сегодня FDLR оказывают большое влияние на Валикале: из всех вооруженных группировок, существующих в регионе, они являются наиболее организованными, многочисленными, структурированными, и их сила заключается в знании территории. Большинство участников повстанческого движения не заинтересованы в возвращении в Руанду, поскольку они принимали участие в геноциде 1994 года.
FDLR контролирует территорию Валикале на обширных территориях. На юге их база расположена в Исанги, а также в Мпенбенеме.
На востоке их база находится в лесу Кабале. До первого вмешательства FARDC в регион Нтото был их базой, но теперь они переместились примерно на тридцать километров к востоку от Нтото, в Ишунгу. В Нтото осталась только военная полиция FDLR под командованием майора Эрика.

### Горнодобывающая деятельность
Территории, контролируемые FDLR, в основном представляют собой изолированные леса и места добычи полезных ископаемых, эксплуатируемые незаконно и вручную, имеющие собственную систему управления, из которой мы можем выделить: район Бакано, в котором находится восемь шахт шесть в Исанги, два в Мпанго. Оба месторождения касситерита, колтана и золота. В районе Ихана есть три участка добычи золота и касситерита в Ихане. В районе Люберик есть один горнодобывающий участок в Бана Мутати, где добывают золото и касситерит, другой горнодобывающий участок в Валове, где добывают касситерит и колтан.
Касситерит, колтан и золото добываются из этих шахт и незаконно доставляются в Гому через территорию Масиси. Единственный способ добраться до этих мест — на самолёте из Гомы в центр Валикале, а затем долгий поход в лес.

### Майи-Майи Симба
Группа Майи-Майи Симба была изначально создана в 1964 году во время Конголезского кризиса. В настоящем времени деятельность группировки связана лишь с деструктивными грабежами и мародерством. Члены группировки находятся на севере территории Валикале, на западной оси недалеко от границ с Лубуту и Маниема, но их активность в последние годы в Валикале снизилась.

### Майи-Майи Кифуафуа
Изначально Майи-Майи Кифуафуа была повстанческой группировкой, целью которой была защита своих деревень от CNDP в регионе Уфамандо, в Южном Киву. Сегодня они переместились в Южный Валикале, в регионы Валова Лоанда и Валова Убора, и контролируют южную ось Чамбуча-Карете. Эта позиция стратегически полезна, так как она находится прямо на торговой дороге, соединяющей Букаву с Валикале. Они также контролируют восточную часть оси Чамбуча-Карете.
Майи-майи Кифуафуа разделена на две группы, и между лидерами этих фракций начали возникать противоречия.
«Полковник» Дельфин Бахенда, Валова Лоанда: эта фракция имеет тенденцию частично сотрудничать с МООНСДРК и правительственной армией. Иногда она воевала против FDLR. Однако полковник Дельфин заинтересован исключительно в своем личном обогащении и манипулирует правительственной армией и МООНСДРК, чтобы извлекать выгоду как из грабежей, так и из дотаций от первых.
Полковник Жюль, Валова Убора: Полковник Жюль производит впечатление человека, сосредоточенного исключительно на собственных интересах. Его стремление стать генералом является основой политики возглавляемой им фракции. Он отказывается сотрудничать с правительственными силами до получения генеральского звания.
В перспективе такая фракция может создать альянс с FDLR, учитывая их географическую близость и наличие предыдущих союзов. Они уже осуществляли совместные нападения на мирное население, в том числе резню, произошедшую 29 октября 2009 года.

### Майи-Майи Цека
Официальной целью Майи-Майи Цека является защита Валикале от захватчиков тутси. Эта фракция была сформирована Tseka, торговцем рудой, молодым крестьянином из Валикале, потерявшим свои земли во время войны, некоторыми дезертирами из FARDC. Их местоположение — на западной оси, направленной к Кисангани, на севере городов Муби и Нджингала, рядом со знаменитым горнодобывающим районом Биси — отражает их конкретную мотивацию, которая заключается в добыче полезных ископаемых.

## Географическое положение
Территория разделена на 2 общины, Бакано и Ванианга, и включает в себя 15 группировок, в общей сложности 90 населенных пунктов. Валикале является крупнейшей территорией в провинции Северное Киву.
Территория граничит с территорией Люберо на севере, территорией Рутшуру и территорией Масиси на востоке, провинциями Чопо и Маниема на западе и Южным Киву на юге.
Многие вооруженные группировки, часто бывшие Интерахамве или ополченцы Лорана Нкунды, контролируют леса и вытеснили значительную часть населения в городские поселения. Эти вооруженные группировки часто совершают грабежи и насилие в отношении местных жителей, а также занимаются охотой и браконьерством на номинально охраняемые виды.
Территория состоит из различных наземных и пресноводных экорегионов. На северо-востоке находятся переходные леса, а на юго-востоке — влажные тропические леса и сельскохозяйственные угодья.
С 1975 года юго-запад Валикале является частью национального парка Кахузи-Биега.

## Дефицит продовольствия и чрезвычайные обстоятельства
В 2011 году 55 % населения Валикале пострадали от последствий продолжающегося кризиса в Северном Киву. Этот продолжающийся кризис также имеет тенденцию перерастать в продовольственный кризис. Годы повторяющихся конфликтов в Валикале увеличили уязвимость населения и нарушили базовое функционирование экономики и общества; хотя ситуация в Валикале пока и не считается чрезвычайной гуманитарной ситуацией, она слишком нестабильна и угрожает жизни слишком многих людей, чтобы её можно было исключить из планирования программ продовольственной безопасности.
В условиях затяжного кризиса продовольственная безопасность оказалась под угрозой, однако её нельзя считать единственной причиной возникших проблем. Необходимо провести глубокий анализ, чтобы выявить не только непосредственные факторы, влияющие на безопасность продуктов питания, но и глубинные причины, которые могут варьироваться в зависимости от региона.
В отличие от некоторых других конфликтов, где вооружённые группы и нестабильность напрямую приводят к продовольственным проблемам, в случае Валикале ситуация осложняется структурными и историческими причинами, которые тесно переплетаются с текущей ситуацией.

### Исторические причины
Этническая сегрегация, которая началась в колониальный период и поддерживалась диктатурой Мобуту: эта сегрегация была политической — отказ предоставить конголезское гражданство некоторым этническим группам — но также основывалась на отказе некоторым этническим группам в доступе к земле, что маргинализировало некоторые части населения и привело к созданию групп самообороны и этнической напряженности.
Иностранная иммиграция во время войны: конфликты в районе Великих озёр спровоцировали иммиграцию неконголезских этнических групп, которые впоследствии лишились доступа к земле; некоторые из этих этнических групп присоединились к вооруженным группам или создали их и компенсировали доступ к земле разграблением природных ресурсов и грабежом местного населения. Случай иммиграции хуту сразу после геноцида в Руанде и FDLR является лучшим примером этой формы иммиграции.

### Структурные причины
Расширение национального парка Кахузи-Биега: расширение этого национального парка затронуло земли сельских общин, с которыми правительство не консультировалось и не возмещало ущерб. Это, соответственно, вызвало недовольство населения; некоторые из них были перепрофилированы в горнодобывающую промышленность и деятельность вооруженных групп, внутренне перемещенных лиц и конфликты из-за земли.
Обширность и густота лесов, которые служат убежищем для вооруженных группировок, представляют собой проблему для программ стабилизации.
Возвращение фермеров к горнодобывающей деятельности происходит все чаще, из-за чего горнодобывающая деятельность более прибыльна и более безопасна, чем сельское хозяйство. Эта тенденция представляет угрозу продовольственной безопасности, поскольку она сокращает аграрное и скотоводческое производство в контексте растущей продовольственной нестабильности.
Отсутствие материалов и инфраструктуры является сдерживающим фактором для развития продовольственной безопасности, поскольку не позволяет развивать сельское хозяйство и скотоводство.
Дорожная инфраструктура в Валикале катастрофична и усугубляет изоляцию некоторых общин. Отсутствие торговых путей не позволяет части населения иметь доступ к местным рынкам, а следовательно, продавать свою продукцию и покупать необходимые товары.

## Политика

### Умоджа Вету, Кимья II и Амани Лео
После конголезских войн территория Валикале знала период относительного спокойствия: конечно, деятельность вооруженных группировок не прекратилась, грабежи продовольствия все ещё были частыми, и вооруженные группировки извлекали выгоду из неосведомленности центрального государства о регионе, чтобы продолжать свою деятельность по добыче полезных ископаемых и расширять свою местную власть. Однако между вооруженными группировками почти не происходило конфликтов, и ни правительственная армия, ни МООНДРК не вмешивались в их деятельность.
Кроме того, некоторые вооруженные группы, такие как FDLR, начали интегрироваться в социальную и экономическую организацию Валикале.
Регулярные сборы были организованы среди местного населения каждой деревни, и часть их урожая должна была быть отдана в качестве своего рода налога. Взамен FDLR защищали их. Более того, члены FDLR даже начали развивать экономическую деятельность, отличную от добычи полезных ископаемых, такую как сельское хозяйство, местная торговля продуктами питания или промышленными изделиями и даже строительство больницы или социальной инфраструктуры.
Хотя в 2008 году FDLR представляли собой препятствие для продовольственной безопасности в том смысле, что из-за их налоговой системы и отсутствия интеграции с местным населением население было лишено важной части своего урожая, стабильность, которую они навязали региону, обеспечила определённую регулярность производства и торговли продуктами питания. Кроме того, уязвимость населения была ниже, поскольку налоговая система FDLR поощряла производство продуктов питания и возделывание земли; фермеры и крестьяне были меньшими жертвами нападений и могли добраться до своего лагеря с меньшим страхом, чем сегодня.
Растущая мощь и активность FDLR в Северном Киву побудили Кагаме и Кабилу запланировать совместное вмешательство в 2009 году, чтобы остановить деятельность FDLR и репатриировать в Руанду её бойцов. Два месяца спустя, в марте 2009 года, FDLR снова набрали силу и начали проводить ответные атаки на население. В Валикале последствия этих нападений привели к продовольственному и гуманитарному кризису в 2009 году и ознаменовали начало нестабильности в Валикале.
Многие добровольцы также присоединились к FDLR после операции, в основном члены CNDP и различных групп Mayi-Mayi. Таким образом, FDLR представляли собой на тот момент самую мощную оппозицию FARDC и, соответственно, центральному правительству, и поэтому вновь собрали все военные группы или повстанцев, которые по разным причинам выступали против конголезского правительства.
Последствия для населения Умоджа Вету были ужасными: гражданские лица стали орудиями войны, а восстановление террора, повторяющиеся массовые убийства и расправы, последовавшие за Умоджа Вету, были направлены исключительно на оказание давления на правительство. Военные операции Kimia II и Amani Leo, проводимые FARDC и поддерживаемые MONUCCO, усугубили небезопасность в Валикале.
Таким образом, эта военная операция полностью дестабилизировала относительную организацию производства и торговли продовольствием в Валикале. Вместо регулярного налогообложения вооруженные группы начали воровать напрямую у населения и совершать поборы в деревнях и на полях. Продовольствие стало оружием FDLR и других вооруженных групп в Валикале, оружием, которое привело к нынешней ситуации продовольственной нестабильности и надвигающемуся гуманитарному кризису.
Выборы в ноябре 2011 года также стали фактором, объясняющим возобновление деятельности вооруженных группировок, и в частности деятельности FDLR. Фактически, накопление альянса между Кабилой и Кагаме и различных военных операций привело к развитию настоящей ненависти со стороны FDLR к правительству Кабилы; его переизбрание в ноябре, таким образом, спровоцировало движение протеста, организованное FDLR, что в очередной раз отразилось в возобновлении нападений на население и усилении боевых действий с FARDC. По словам члена местной неправительственной организации, это возобновление также может быть связано с тем фактом, что оппозиция состояла из членов, поддерживающих FDLR и майи-майи.